# Omphalocarpum mortehanii
Omphalocarpum mortehanii är en tvåhjärtbladig växtart som beskrevs av De Wild. Omphalocarpum mortehanii ingår i släktet Omphalocarpum och familjen Sapotaceae.
Artens utbredningsområde är Kongo-Kinshasa. Inga underarter finns listade i Catalogue of Life.